# 이마이 메로
이마이 메로(일본어: 今井メロ, 1987년 10월 26일 ~ )는 일본의 스노보드 하프 파이프 선수이다. 오사카시 스미노에구 출신으로, 아버지는 스노우 보드 코치 나리타 타카시이며, 형제자매로 나리타 도무, 나리타 구리무가 있다. 2012년 8월 두 번째 남편가 이혼했으며, 9월 19일 자서전 출판을 위한 발표 회견을 열었다. 자서전에서 앞서 이혼 외에 "올림픽에서 참패하여 18살때 히키코모리가 되고 카바레식 클럽에서 호스티스로 일했다거나, 강간 피해, 낙태, 성형 수술을 받은 경험이나, 2세 남아와 10개월 여아를 키우는 가운데 2011년 9월부터 2012년 4월까지 8개월간에 걸쳐 생활 보호를 수급하고 있던 것 등을 고백했다.

## 같이 보기
- 2006년 동계 올림픽 일본 선수단